# 尋愛魔力
《尋愛魔力》（羅馬化：Mon Garn Bandan Ruk），是由米克·通拉亞（Mik）與梅拉達·蘇斯麗（Bow）領銜主演的泰國奇幻愛情劇。剧集2019年5月12日起通过泰國第7電視台播出。

## 劇情簡介
Namneung（梅拉達·蘇斯麗 飾）是個年輕的專欄作家。最近，她的工作運不佳，不但與母親大吵一架；更糟的是，上天給了她一個打擊，在遇到一個神秘的女人後，她的生活發生了巨大的變化——當她醒來後，一個陌生人對她竊竊私語，她看著鏡中留著長髮的自己，可昨天她還是短髮，怎麼可能在一夕之間留長？她找到報紙並意識到已經過了三年了。然而，一個更大的驚喜正等著她——喚醒她的人是她的丈夫Songklot（米克·通拉亞 飾），一個英俊的混血男子，在一所學校擔任泰語老師。她很震驚，因為Songklot根本不是她喜歡的類型。看著婚紗照中的幸福新娘，Namneung更是驚訝不已，決定找出是什麼原因使她與這樣的男人結婚，同時試圖找到方法回到她所屬的過去。但是與Songklot的朝夕相處之下問題出現了，Namneung發現自己愛上了未來的丈夫，當她回到現在時會發生什麼?

## 演員陣容

### 主要人物
- 米克·通拉亞（Mik） 飾演 Songklot（Aoey）
- 梅拉達·蘇斯麗（Bow） 飾演 Namneung（Diew）

### 配角
- 查文维武·功通拉宁（Win） 飾演 Charlie
- 莎蘭雅·春哈薩特（Jayda） 飾演 Yada（Yim）

反派，Diew的同事，嫉妒Diew，喜歡Aoey
- 康雅·拉達娜培特（英语：Kanya Rattanapetch）（Tarn） 飾演 Dara

Aoey的同事，喜歡Aoey
- 彭帕特·阿塔潘亞朋（Pol） 飾演 Oh
- 當道·賈魯欽達（Ah'Dao） 飾演 Yok

Diew的奶奶
- 茵地拉·謝倫寶娜（英语：Intira Charoenpura）（Sine） 飾演 Manaswee（Bam）

Diew的閨密

## 劇集迴響

### 泰國電視收視
- 收視最低的集數以藍色表示，收視最高的集數以紅色表示，而空格則表示該集的收視沒有相關數據。

| 集數 No.   | 播放日期      | 播放時段 (UTC+07:00) | 平均收視率 | 來源  |
| ---------- | ------------- | -------------------- | ---------- | ----- |
| 1          | 2019年5月12日 | 星期日 20:30         | 4.117      | [ 3 ] |
| 2          | 2019年5月17日 | 星期五 20:30         | 4.928      | [ 4 ] |
| 3          | 2019年5月18日 | 星期六 20:30         | 4.802      | [ 4 ] |
| 4          | 2019年5月19日 | 星期日 20:30         | 4.875      | [ 4 ] |
| 5          | 2019年5月24日 | 星期五 20:30         | 4.664      | [ 5 ] |
| 6          | 2019年5月25日 | 星期六 20:30         | 4.985      | [ 5 ] |
| 7          | 2019年5月26日 | 星期日 20:30         | 5.240      | [ 5 ] |
| 8          | 2019年5月31日 | 星期五 20:30         | 4.307      | [ 6 ] |
| 9          | 2019年6月1日  | 星期六 20:30         | 4.484      | [ 6 ] |
| 10         | 2019年6月2日  | 星期日 20:30         | 4.196      | [ 6 ] |
| 11         | 2019年6月7日  | 星期五 20:30         | 4.711      | [ 7 ] |
| 12         | 2019年6月8日  | 星期六 20:30         | 4.872      | [ 7 ] |
| 13         | 2019年6月9日  | 星期日 20:30         | 5.738      | [ 7 ] |
| 14         | 2019年6月14日 | 星期五 20:30         | 5.835      | [ 8 ] |
| 15         | 2019年6月15日 | 星期六 20:30         | 6.735      | [ 8 ] |
| 平均收視率 | 平均收視率    | 平均收視率           | 4.970      | 1     |

^1  基於每集的平均觀眾份額。

## 作品的變遷
| 泰國第7電視台 每週五至週日20:30-22:35        | 泰國第7電視台 每週五至週日20:30-22:35                               | 泰國第7電視台 每週五至週日20:30-22:35 |
| -------------------------------------------- | ------------------------------------------------------------------- | ------------------------------------- |
|                                              | 尋愛魔力 มนตร์กาลบันดาลรัก （2019年5月12日 - 2019年6月15日）           |                                       |
| 雪火 ไฟหิมะ （2019年3月31日 - 2019年5月11日） | 我的“Open”女友 ผู้บ่าวอินดี้ ยาหยีอินเตอร์ （2019年6月16日 - 2019年7月26日） |                                       |

## 外部鏈接
- 泰國第7電視台官方網站 （页面存档备份，存于）（泰文）
- 劇集介紹及劇評 （页面存档备份，存于）（英文）
- 豆瓣电影上《尋愛魔力》的資料 （简体中文）